# كرايغ كيلي (سياسي)
كرايغ كيلي (بالإنجليزية: Craig Kelly)‏ هو سياسي أسترالي، ولد في 29 سبتمبر 1963 في سيدني في أستراليا. حزبياً، نشط في الحزب الليبرالي الأسترالي. وقد انتخب عضو مجلس النواب الأسترالي عن دائرة Division of Hughes ‏ (21 أغسطس 2010 – ).